# Masakr! (strip)
Masakr! je naslov epizode Teks Vilera objavljene u br. 10. obnovljene edicije Zlatne serije koju je pokrenuo Veseli četvrtak. Sveska je izašla 28.02.2019. god. i koštala 350 dinara (3,45 $; 2,96 €). Sveska je imala 164, a epizoda 154 strane.

## Originalna epizoda
Originalna epizoda objavljena je premijerno u Italiji u brojevima 108. i 109. pod nazivom Inferno a Rober City i Massacro! 1969. godine. Epizodu je nacrtao Đovani Tiči, a scenario napisao Đanluiđi Boneli. Originalne naslovnice nacrtao je Aurelio Galepini.

## Kratak sadržaj
U gradiću Goldeni Teks pomaže stanovnicima da otkriju Dejmona Frejzera varalicu na kartama. Stanovnici nameravaju da ga linčuju, ali ih Teks sprečava u tome. Frejzer odlazi posramljen, zaklinjući se na osvetu. Teks saznaje da je Frejzer istovremeno trgovac oružjem, a kockanje mu služi samo kao pokriće. Frejzer okuplja bandu odmetnutih Apača pod vodstvom Wa-Ha-Taha. Kao odmazdu za poniženje koje su mu priredili, Frejzer predvodi Apače koji do temelja spaljuju grad i masakriraju stanovnike. Teks i Karson, zajedno sa grupom rendžera, kreću tragom ubojica.

## Značaj epizode
Ovo je verovatno jedna od ključnih epizoda iz prve faze serijala koja svoj značaj duguje upečatljivoj okrutnosti koja se vidi tokom apačkog masakra stanovnika Goldene, te kasnije u surovosti kojom Teks proganja Frejzera. Epizoda pokazuje Teks Vilera kao nemliosrdnog osvetnika koji želi da kazni Frejzera oštrom kaznom. Umesto da ga ubije dok se Frejzer penje po steni, Teks puca oko njega i kaže Kitu Karsonu kako "Frejzer ne zaslužuje brzu smrt". Kasnije, Teks sustiže Frejzera u šumi i nastavlja da ga muči, stavrajući napetu situaciju u kojoj Frejzer nije siguran da li će moći da se izvuče. Na kraju, Teks ipak popušta i umesto da Frejzera ostavi na milost i nemilost vukovima (Frejzer je pogođen u nogu i ne može da se kreće), Teks mu daje revolver sa jednim metkom i ostavlja ga samog u šumi. Ovakvu nemilosrdnost kod Teksa verovatno je izazvao njegov propust sa početka epizode što je sprečio građane da linčuju Frejzera i tako stvoro mogućnost za masakr u Goldeni.

## Bonelijev roman kao inspiracija
Ova epizoda nastala je po uzoru na roman Serđa Bonelija Il massacro di Goldena, koji je objavljen 1951. godina i ima 77 stranica i 13 poglavlja.

## Premijerno objavljivanje epizode u Srbiji
Ova epizoda je već dva puta ranije bila objavljena u bivšoj Jugoslaviji, odn. Srbiji. Najpre u LMS-13 pod nazivom Osveta Apača (1970. godine), a potom u ZS-742. i 743. pod nazivima Demon Frejzer i Poslednji metak (1985. god).

## Naslovna stranica
Lunov magnus strip nije samo promenio naziv već i naslovnu stranicu. Za ovu epizodu u #18 stavio neku drugu naslovnicu, dok je originalnu naslovnicu stavio na #15 pod nazivom Šakali sa Misurija.